# Norberto Proietti
Norberto Proietti, più conosciuto come Norberto (Spello, 18 settembre 1927 – Spello, 9 agosto 2009), è stato un pittore e scultore italiano.
Diventò uno dei più famosi artisti naïf, noto per i suoi frati in miniatura sullo sfondo di paesaggi medievali. Nell'ambito della scultura, è conosciuto per le opere realizzate modellando il legno di ulivo e per il Pellegrino di pace, posto davanti alla Basilica superiore di San Francesco d'Assisi, dedicato al Santo patrono d'Italia.

## Biografia
Nato a Spello il 18 settembre 1927, era uno dei cinque figli di un intermediario per la compravendita del bestiame e commerciante di olive e olio. I Proietti (cognome assai diffuso in Umbria) disponevano anche di una trattoria in cui prestava la propria attività pure la madre. Frequentò la scuola inferiore e mostrò subito interesse per l'architettura e i fenomeni della natura. Nel 1939 si trasferì a Roma per lavorare con lo zio, gestore di una sartoria, nel pittoresco rione Trastevere, dove visse esperienze umane non sempre gradevoli. Nel 1942 gli eventi bellici lo indussero a ritornare a Spello. Nel paese natale si dedicò ad osservare con occhi diversi e più maturi, dopo il periodo romano, la sua terra e la gente che gli era familiare. Le acquisite cognizioni lo stimolarono a rivedere più attentamente gli affreschi di Giotto nella Basilica di San Francesco, in Assisi, e la Cappella Baglioni, nella Collegiata di Santa Maria Maggiore, a Spello, decorata dal Pinturicchio.
Finita la guerra, Norberto proseguì il suo lavoro di sarto al seguito dello zio a Bergamo, dove, nella Città Alta, il Palazzo della Ragione, la Basilica di Santa Maria Maggiore e, soprattutto, la Cappella Colleoni gli produssero turbamenti artistici forti e persistenti. Nel 1950 rientrò a Spello e decise di aprire un laboratorio di sartoria. Ma questo non soddisfaceva pienamente il suo animo tormentato e, l'anno successivo, decise di dipingere il primo quadro. Dal 1961 si dedicò esclusivamente alla pittura con l'allestimento di mostre all'estero, ma la consacrazione avvenne al Festival dei Due Mondi di Spoleto (1967-1974). Cesare Zavattini, il più influente fautore del naïf italiano, gli fa conferire, nel 1971, il Premio Suzzara. Disse di lui il critico Vittorio Sgarbi: "Il Medioevo fa da sfondo fisico, temporale e spirituale ai dipinti dell'artista. Non è un Medioevo propriamente storico o filologico, ma è una categoria dell'anima alla quale Norberto attribuisce il merito di aver conseguito la perfetta equazione tra uomo, Dio e natura. Il Medioevo metafisico di Norberto è il migliore dei mondi possibili. È un'Umbria sublimata in un magico Eden quella del pittore (con l'assidua presenza dei fratini, piccoli e attivissimi come formiche), al cui confronto la vera regione, pur bellissima, sembra una copia naïve.
Norberto, la cui bottega spellana era in piazza della Repubblica, dipinse, col suo inconfondibile stile, anche nature morte, notturni, campagne romane, musicisti, interni, grano, ulivi, frutta, la sartoria, Assisi, Venezia (Piazza San Marco), Bari (Basilica di San Nicola), figure femminili. Oltre a una serie di sculture in legno, ceramica e bronzo (San Francesco, Pinocchio, il rinoceronte..).
Il pittore lavorò fino agli ultimi anni. Morì, all'età di 81 anni, il 9 agosto 2009 ed è stato tumulato nel cimitero di Spello. Gli è stato dedicato un museo che espone numerose sue opere.